# Genfrekvens
Genfrekvens är andelen individer med en viss genvariant i en population i förhållande till alla genvarianter i populationen.
När genfrekvensen i en population förändras kallas det för Evolution.
Genom att studera arkeoligiska fynd där man kan extrahera ut gener kan man se hur genfrekvensen för olika karaktärer växlat under olika tider.